# Archie Kao
Archie Kao David (Washington, 14 december 1969) is een Amerikaanse film- en televisieacteur. Hij is vooral bekend voor zijn rol als Archie Johnson in de televisieserie CSI: Crime Scene Investigation, evenals de rol van Kai Chen in Power Rangers: Lost Galaxy.

## Leven en loopbaan
David werd geboren als kind van Chinees-Amerikaanse ouders. Hij ging naar de George Mason-universiteit, waar hij lid werd van het studentencorps Sigma Chi en studeerde af in Taalbeheersing. Kao spreekt en begrijpt Mandarijn op een basaal niveau doordat hij opgroeide in een tweetalig gezin. Hij heeft twee zussen.
In 2006 riep het tijdschrift People hem uit tot een van de "Hottest Bachelors".

## Filmografie
| Film                                                    | Jaar |
| ------------------------------------------------------- | ---- |
| The Player                                              | 1997 |
| Milk & Honey                                            | 1998 |
| Power Rangers Lost Galaxy: Return of the Magna Defender | 1999 |
| Power Rangers in 3D: Triple Force                       | 2000 |
| Thank Heaven                                            | 2001 |
| The One                                                 | 2001 |
| Purpose                                                 | 2002 |
| Local Boys                                              | 2002 |
| My Daughter's Tears                                     | 2002 |
| When in Rome                                            | 2002 |
| Fast Money                                              | 2006 |
| The Hills Have Eyes 2                                   | 2007 |
| Spider-Man 3                                            | 2007 |
| The People I've Slept With                              | 2008 |

| Videospel              | Jaar |
| ---------------------- | ---- |
| NARC                   | 2005 |
| Need for Speed: Carbon | 2006 |

| Televisieserie                   | Rol            | Jaar          | Opmerking        |
| -------------------------------- | -------------- | ------------- | ---------------- |
| Maybe This Time                  | Takeshi        | 1996          | Gastoptreden     |
| L.A. Firefighters                | Peter          | 1996          | Gastoptreden     |
| Once and Again                   | Steve          | 1999          | Terugkerende Rol |
| Power Rangers: Lost Galaxy       | Kai Chen       | 1999          |                  |
| Power Rangers: Lightspeed Rescue | Kai Chen       | 2000          | Gastoptreden     |
| Power Rangers: Lightspeed Rescue | Liztwin        | 2000          | Stem             |
| CSI: Crime Scene Investigation   | M. Blaze.      | 2001          | Gastoptreden     |
| CSI: Crime Scene Investigation   | Archie Johnson | 2001 - Huidig |                  |
| Power Rangers: Wild Force        | General Venjix | 2002          | Stem             |
| Huff                             | Kane           | 2004          | Gastoptreden     |
| ER                               | Yuri           | 2004          | Terugkerende Rol |
| Century City                     | Bartender      | 2004          | Gastoptreden     |
| Heroes                           | Doctor         | 2006          | Gastoptreden     |
| Desperate Housewives             | Steve          | 2008          | Gastoptreden     |

- Library of Congress Control Number: no2010039404
- Virtual International Authority File: 108042376
- WorldCat: E39PBJwMBgyfYc3kkMGP9W3WjC